# Munas Dabbur
Munas Dabbur (hebräisch מואנס דאבור, arabisch مؤنس دبور, DMG Muʾnas Dabbūr; * 14. Mai 1992 in Nazareth) ist ein israelischer Fußballspieler. Der Stürmer steht bei Shabab Al-Ahli Dubai unter Vertrag und gilt als erfolgreichster arabischstämmiger Fußballer Israels. Von 2014 bis 2022 stand er im Aufgebot der Nationalmannschaft seines Heimatlandes.

## Karriere

### Verein
Dabbur begann seine Karriere in der Jugendabteilung von Maccabi Ahi Nazareth und wechselte 2010 zu Maccabi Tel Aviv. In der Saison 2011/12 der Ligat ha’Al erzielte er für Maccabi Tel Aviv in 26 Spielen acht Tore. In der Spielzeit 2012/13 gewann er mit Maccabi die israelische Meisterschaft. Mit zehn Treffern in 26 Spielen und zwei Toren zu Beginn der Saison gegen Maccabi Haifa trug er maßgeblich zum Gewinn der Meisterschaft bei.
Am 4. Februar 2014 wechselte er zum Schweizer Rekordmeister Grasshopper Club Zürich. Am 16. Februar 2014 wurde er im Spiel gegen den FC St. Gallen zum ersten Mal in der Raiffeisen Super League eingesetzt. Beim 5:1-Sieg gegen die Ostschweizer erzielte er seine ersten beiden Saisontore für GC und gab eine Vorlage.
Im Mai 2016 wurde bekannt, dass Dabbur den Verein nach dem Saisonende verlässt und zum österreichischen Meister FC Red Bull Salzburg wechselt. Im Februar 2017 kehrte er leihweise ein halbes Jahr zum Grasshopper Club Zürich zurück. Nach seiner Rückkehr wurde der Angreifer Stamm- und wichtigster Offensivspieler der Salzburger. Er gewann mit dem Verein dreimal in Folge die österreichische Meisterschaft und zweimal den ÖFB-Cup. Dabbur wurde im Trikot von RB zweimal Torschützenkönig der Bundesliga, spielte mit der Mannschaft regelmäßig im Europapokal und konnte in 128 Pflichtspielen 72 Tore erzielen sowie deren 31 vorbereiten.
Zur Saison 2019/20 wechselte er nach Spanien zum FC Sevilla, bei dem er einen bis Juni 2023 laufenden Vertrag erhielt. In Sevilla wurde der Stürmer lediglich in der Europa League regelmäßig eingesetzt, wobei er in sechs Spielen drei Tore erzielen konnte, in der Primera División kam er in der Hinrunde nur zu zwei Kurzeinsätzen. 
Innerhalb des Wintertransferfensters wurde der Israeli vom deutschen Bundesligisten TSG 1899 Hoffenheim verpflichtet und erhielt einen bis Juni 2024 gültigen Vertrag. Sein Debüt für die TSG absolvierte Dabbur im Januar 2020 in der Fußball-Bundesliga bei der 1:2-Niederlage gegen Eintracht Frankfurt, als er zum Start der 2. Halbzeit für Ihlas Bebou eingewechselt wurde. Sein erstes Tor für die Hoffenheimer folgte im Februar 2020 bei der 4:3-Niederlage gegen den FC Bayern München im Achtelfinale des DFB-Pokals. Dabbur konnte sich in den 3½ Jahren bei der TSG Hoffenheim nie endgültig in die Startelf spielen. Trotzdem absolvierte er insgesamt in der Bundesliga, im DFB-Pokal und in der UEFA Europa League 99 Pflichtspiele für die TSG und erzielte dabei 29 Tore und bereitete weitere 10 Tore vor. In seinem letzten Spiel für die TSG im Mai 2023 gegen den 1. FC Union Berlin bereitete er kurz vor Schluss ein Tor von Andrej Kramaric vor und erzielte kurz darauf den entscheidenden Treffer zum 4:2-Sieg, welcher den Klassenerhalt der TSG Hoffenheim nach einem langen Abstiegskampf sicherte.
Im Juli 2023 wechselte Dabbur in die Vereinigten Arabischen Emirate zu Shabab Al-Ahli Dubai. Sein erstes Spiel für seinen neuen Verein absolvierte Dabbur im August 2023 in der Qualifikation für die AFC Champions League gegen al-Wihdat SC. Dabei erzielte er in der 86. Spielminute den Treffer zum 3:0 Endstand und damit auch sein erstes Tor für Shabab Al-Ahli Dubai. Ende Dezember 2023 gewann er mit seinem neuen Verein den nationalen Superpokal.
Sein Vertrag in Dubai läuft bis Juni 2025.

### Nationalmannschaft

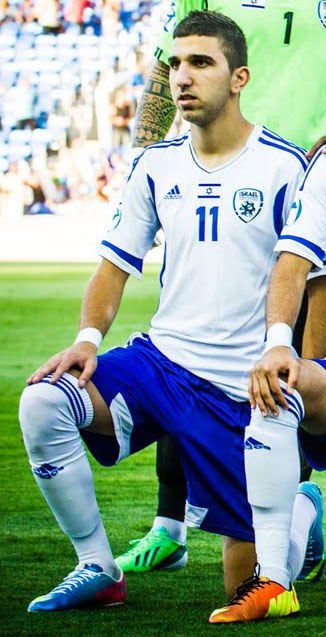
Dabbur in der israelischen U-21 Nationalmannschaft (2013)

2013 nahm Dabbur mit der israelischen U21-Nationalmannschaft an der U21-Europameisterschaft 2013 im eigenen Land teil. Nach drei Spielen, von denen Dabbur zwei von Anfang in Angriff nahm, war das Turnier für den Gastgeber jedoch zu Ende. 2014 wurde Dabbur erstmals in den Kader der A-Nationalmannschaft berufen. Sein Debüt gab er im Juni 2014 in einem Testspiel gegen Honduras. Sein erstes Tor erzielte Dabbur im September 2015 in der EM-Qualifikation gegen Andorra. Nach 40 Länderspielen gab Dabbur im Juli 2022 auf Instagram seinen Rücktritt von der Nationalmannschaft bekannt.

## Titel und Erfolge
Maccabi Tel Aviv
- Israelischer Meister: 2013

FC Red Bull Salzburg
- Österreichischer Meister: 2017, 2018, 2019
- Österreichischer Cupsieger: 2017, 2019

Shabab Al-Ahli Dubai
- Superpokalsieger der Vereinigten Arabischen Emirate: 2023

Individuelle Erfolge
- Torschützenkönig der Super League: 2016
- Torschützenkönig der österreichischen Bundesliga: 2018, 2019
- Bester Spieler der Bundesliga: 2019

## Persönliches
Dabbur ist Muslim. Sein Bruder, Anas, ist ebenfalls Fußballprofi. Ihr Vater Kasam kam 2009 bei einem Autounfall ums Leben.